# FMA I.Ae. 34 Clen Antú
ФМА I.Ae. 34 Клен Анту (мап. Clen Antú, «Солнечный луч») — аргентинский спортивный планёр. Первый в Аргентине и Латинской Америке планёр аэродинамической схемы «летающее крыло». Был разработан сотрудниками кордовского Института аэротехники во главе с немецким авиаконструктором Реймаром Хортеном. В некоторых источниках носит обозначение Horten XV. В 1952 году планёр участвовал на чемпионате мира по планёрному спорту. Всего было построено шесть аппаратов, включая модернизированную версию — I.Ae. 34M.

## История

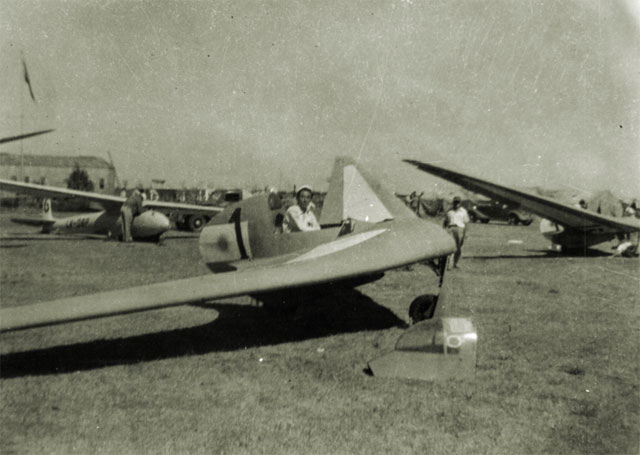
Одноместный вариант — I.Ae. 34M

В период с 1946 по 1956 года в конструкторском бюро аргентинской авиастроительной фирмы Fabrica Militar de Aviones (FMA) работало множество специалистов, сотрудничавших с нацистскими режимами Европы во время Второй мировой войны. Среди них выделялись Эмиль Девуатин, Курт Танк и Реймар Хортен. Хортен были убеждён, что наиболее аэродинамически совершенная форма для летательного аппарата — форма «летающее крыло». Работая в Германии он создал проект истребителя Horten Ho IX по этой схеме. В Аргентине Хортеном были разработаны истребитель I.Ae. 37 Ala Delta, грузовой самолёт I.Ae. 38 Naranjero, а также серия планёров. Согласно одному источнику, Clen Antú проектировался как аэродинамическая модель четырёхмоторного Naranjero, в других, как учебный планёр для аэроклубов. Первый полёт был совершён 20 июня 1949 года, под управлением лётчика-испытателя FMA Эдмундо Освальдо Вайсса (исп. Edmundo Osvaldo Weiss).

## Тактико-технические характеристики
Источник данных: 

Технические характеристики
- Экипаж: 2
- Длина: 4,40 м
- Размах крыла: 18,00 м
- Высота: 1,60 м
- Площадь крыла: 18,9 м²
- Масса пустого: 270 кг
- Максимальная взлётная масса: 430 кг

Лётные характеристики
- Максимально допустимая скорость: 250 км/ч
- Скорость сваливания: 0,75 м/с
- Нагрузка на крыло: 22,7 кг/м²